# Мухамед Мујкановић
Мухамед Мујкановић (Тузла, 9. јануар 1941 – Тузла, 9. јануар 2015) био je босанскохерцеговачки и југословенски певач народне музике.

## Каријера
Музиком је почео да се бави 1960. године. Од детињства, Мухамед је у десеточланој породици, уз своју браћу и сестре увек певушио. Глас и таленат показивао је у школским и аматерским такмичењима младих певача, где је покупио бројне награде. У тузланском предузећу Солана, где је почео да ради као хемијски техничар, учланио се у раднички КУД и ту активно деловао. А онда, у Сарајеву, на такмичењу певача аматера побеђује, и са титулом најталентованијег младог певача добија прилику да снима за архив Радио Сарајева. Те, 1969. године, представља се на фестивалу Илиџа са песмом Проклет да је живот цијели и осваја ласкаво треће место публике. Ту почиње блистава каријера типичног севдалије. Очувао је од заборава многе севдалинке. Припада генерацији певача севдалинки по којима је Босна и Херцеговина препознатљива у свету. Снимио је око 300 архивских снимака народне музике, а аутор је око 40 властитих песама.
Са супругом Биљаном, био је отац два сина Дамира и Игора, који су у кратком временском раздобљу умрли један за другим. Мухамед се у тешким данима туге повукaо из јавног живота, али заслугом певача Арифа Ахметашевића, који је и сам преживио породичну трагедију, није престао са певањем.
И поред кантауторског рада, сарађивао је са многим врхунским композиторима: Јовицом Петковићем, Дамјаном Бабићем, Благојем Кошанином, Спасом Бераком, Љубом Кешељем, Мијатом Божовићем, Омером Побрићем, Исметом Алајбеговићем Шербом  и многим другим...
Учествовао је на свим угледним фестивалима народне музике у бившој Југославији, и освајао многе награде.
Преминуо је на свој рођендан 9. јануара 2015. године.

## Најпознатије песме
- Проклет да је живот цијели
- Мита стари
- Емина

## Фестивали
- 1969. Соко Бања - Зашто си тужна, љубави моја, прва награда публике
- 1969. Соко Бања - Тебе чекам сваке ноћи
- 1969. Илиџа - Проклет да је живот цијели, трећа награда публике
- 1970. Илиџа - Реци збогом
- 1971. Илиџа - Циганине свирај ми
- 1973. Илиџа - Сувише је живот кратак
- 1975. Југословенски фестивал Париз - Пустите ме да је сањам, друга награда публике
- 1975. Илиџа - Мита стари
- 1976. Илиџа - Најлепша булка
- 1977. Илиџа - Соколова љубав
- 1979. Илиџа - Хеј, свирачи
- 1983. Илиџа - Емина, прва награда публике, награда жирија акредитованих новинара Три златне звијезде, награда Удружења естрадних радника Илиџански златни цвијет, победничка песма
- 1985. Фестивал народне музике, Сарајево - Коно Ајко
- 1987. Вогошћа, Сарајево - Мој севдаху, јаде преголеми
- 1988. Илиџа - Прелијепа Босна
- 1988. Вогошћа, Сарајево - Сарајевска Башчаршија
- 1990. Вогошћа, Сарајево - Збогом / Били смо скупа једну ноћ
- 2008. Илиџа - Емина (Вече легенди фестивала)
- 2009. Фестивал завичајне народне музике, Велика Кладуша - Кад затворим очи
- 2009. Фестивал севдалинке ТК - Учили су мене моји
- 2009. Севдах фест, Бихаћ - Прођох Босном кроз градове
- 2010. Фестивал завичајне народне музике, Велика Кладуша - Туго моја има ли ти лијека, прва награда стручног жирија
- 2010. Севдах фест, Бихаћ - Били смо скупа једну ноћ
- 2011. Фестивал завичајне народне музике, Велика Кладуша - Дјевојке се помамиле
- 2011. Севдах фест, Бихаћ - Ђаурко мила
- 2012. Фестивал севдалинке ТК - Колико је широм свијета
- 2012. Фестивал завичајне народне музике, Велика Кладуша - Двије ране
- 2012. Севдах фест, Бихаћ - Ја загризох шаренику јабуку
- 2013. Илиџа — Мита стари (Вече Све љепоте Илиџанских фестивала)
- 2013. Севдах фест, Бихаћ - Гледао сам птице мале
- 2014. Севдах фест, Бихаћ - Колико је широм свијета